# Gap Inc.
Gap Inc. (hay gọi tắt là Gap) là một nhà bán lẻ quần áo và phụ kiện đa quốc gia có trụ sở tại Mỹ.
Được sáng lập năm 1969 bởi Donald Fisher và Doris F. Fisher. Tập đoàn có trụ sở ở San Francisco, California